# Хасурта
Хасу́рта (бур. Хасуурта) — село в Хоринском районе Бурятии. Административный центр сельского поселения «Хасуртайское».

## География
Расположено на речке Хасурта (бур. Хасуурта — «Еловая»), левом притоке Курбы, в 75 км северо-западнее районного центра, села Хоринск, в 25 км к северо-западу от межрегиональной автодороги Р436, по Тэгдинскому тракту, на северных склонах Курбинского хребта.

## История
Основано 1804 году крещёнными бурятами Хоринского ведомства и старообрядцами-семейскими из тарбагатайского села Куйтун.

## Население
| 2002 | 2010 | 2012 | 2013 | 2014 | 2015 | 2016 |
| ---- | ---- | ---- | ---- | ---- | ---- | ---- |
| 744  | ↘648 | ↘613 | ↘591 | ↘570 | ↘553 | ↘545 |
| 2017 | 2018 | 2019 | 2020 | 2021 | 2023 | 2024 |
| →545 | ↘532 | ↘527 | ↘509 | ↘468 | ↘446 | ↗450 |

## Инфраструктура
Администрация сельского поселения, средняя общеобразовательная школа, Дом культуры, фельдшерско-акушерский пункт, почтовое отделение.

## Культура
Народный ансамбль «Родник» (основан в 1940-х годах), краеведческий музей, семейская изба-гостиная, старообрядческая церковь.

## Известные жители и уроженцы
- Геннадий Владимирович Лалетин (род. 1957) — российский серийный убийца.